# Liponematidae
Liponematidae is een familie uit de orde van de zeeanemonen (Actiniaria). De familie is voor het eerst wetenschappelijk beschreven door Hertwig in 1882. De familie omvat 1 geslacht en 4 soorten.

## Geslachten
- Aulorchis Hertwig, 1888
- Liponema Hertwig, 1888